# Pikku Lyöttijärvi
Pikku Lyöttijärvi är en sjö i Finland. Den ligger i kommunen Enare i landskapet Lappland, i den norra delen av landet, 1 100 km norr om huvudstaden Helsingfors. Pikku Lyöttijärvi ligger 217 meter över havet. Omgivningarna runt Pikku Lyöttijärvi är i huvudsak ett öppet busklandskap. Arean är 9,8 hektar och strandlinjen är 3,22 kilometer lång. Sjön  ingår i Neidenälvens huvudavrinningsområde. 